# Lilli, a kis boszorkány – A sárkány és a mágikus könyv
A Lilli, a kis boszorkány – A sárkány és a mágikus könyv (eredeti cím: Hexe Lilli – Der Drache und das magische Buch) 2009-ben bemutatott egész estés német–olasz–osztrák film, amely Knister azonos című könyve alapján készült. A forgatókönyvet Stefan Ruzowitzky, Ralph Martin, A. Toerkell és Knister írta, a filmet Stefan Ruzowitzky rendezte, a zenéjét Ian Honeyman szerezte, a producerei Michael Coldewey, Martin Husmann és Corinna Mehner voltak, a főszerepet Alina Freund játszotta. A The Walt Disney Studios forgalmazta. Műfaját tekintve filmvígjáték és fantasyfilm. 
Németországban 2009. február 19-én mutatták be a mozikban, Magyarországon 2017. május 20-án az M2-n vetítették le a televízióban.

## Szereplők
| Szereplő   | Színész / Eredeti hang | Magyar hang |
| ---------- | ---------------------- | ----------- |
| Lilli      | Alina Freund           |             |
| Leon       | Sami Herzog            |             |
| Hektor     | Michael Mittermeier    |             |
| Surulunda  | Pilar Bardem           |             |
| Hieronymus | Ingo Naujoks           |             |
| anya       | Anja Kling             |             |
| Alfred     | Karl Markovics         |             |
| Mops       | Erwin Steinhauer       |             |